# James Lafferty
Pour les articles homonymes, voir Lafferty.
James Martin Lafferty est un acteur américain, né le 25 juillet 1985 à Hemet dans l'État de Californie. Il est principalement connu pour avoir joué dans la série télévisée Les Frères Scott où il interprète le rôle de Nathan Scott, un des personnages principaux.

## Biographie
Né à Hemet, en Californie, James Lafferty est le fils d'Angelica, d'origine mexicaine et Jeffrey Lafferty, d'origine irlandaise, anglaise et allemande qui possèdent une entreprise de BTP locale. Il a un frère plus jeune né en 1987, Stuart Lafferty, lui aussi acteur.
Sa carrière commence très tôt puisque, petit, il apparaît dans des publicités et fait de la figuration dans des séries TV telles que Beverly Hills, 90210 et Docteur Quinn, femme médecin. Il obtient son premier rôle important à l'âge de 10 ans dans une pièce à l'école. En 1999, il entre au lycée de sa ville natale où il joue dans l'équipe de basket.
James Lafferty décroche alors des petits rôles dans des séries et téléfilms tels que Emeril, Boston Public, Prep, First Monday, A Season on the Brink, et Deuxième chance. Il décroche son premier rôle au cinéma à l'âge de 16 ans dans le film dramatique Boys on the run. Il a ensuite l'occasion d'incarner pour la première fois un basketteur dans le téléfilm A Season On The Brink adapté du livre du même nom. James Lafferty devient alors Steve Alford à l'écran, meilleur marqueur de son université.
James Lafferty sort diplômé de son lycée en juin 2003, et s'inscrit alors à l'université d'État de Californie à Long Beach. Cependant il ne pourra pas s'y rendre car à l'âge de 18 ans, il est choisi pour incarner Nathan Scott dans la série Les Frères Scott aux côtés de Chad Michael Murray et Hilarie Burton. Il déménage donc à Wilmington, en Caroline du Nord, où est tournée la série.
La série lui permet de mettre de nouveau en avant ses talents de basketteur puisque son personnage est inscrit dans l'équipe de basket de son lycée. Par ailleurs, dans la mesure où l'équipe des Frères Scott a pour habitude de confier la réalisation d'épisodes à certains des acteurs, James Laffery devient réalisateur le temps de quatre épisodes de la sixième, septième, huitième, et neuvième saison. À noter que son frère, Stuart Lafferty, jouera dans un épisode de la saison 2 de la série.
Rapidement après le début de la série, le 19 mars 2004, un match de football américain est organisé au profit de bourses d'études sportives. James Lafferty y prend part en étant le meneur de l'une des deux équipes. À partir de là, James Lafferty organisera ses propres matchs de basket au profit de diverses causes qui lui tiennent à cœur. Cinq matchs auront lieu entre 2004 et 2008, tous à Wilmington et opposant des membres de l'équipe des Frères Scott contre des étudiants de Wilmington, son frère, Stuart, étant aussi souvent présent. Cependant, James Lafferty ne renouvelle pas l’événement en 2009 car certains fans commenceraient à le harceler lui et ses proches, notamment par téléphone.
Parallèlement à la série, on retrouve James Lafferty en 2009 au cinéma puisqu'il est à l'affiche du film de science-fiction Donnie Darko 2 : L'Héritage du sang. En 2010, il produit un court-métrage intitulé Hours Before mettant en scène son frère Stuart. Puis, en 2011, il crée un docu-réalité intitulé Wild Life : A New Generation of Wild dont le but est de faire découvrir la nature de façon ludique à la jeune génération. Il partage alors l’affiche avec son partenaire dans Les Frères Scott, Stephen Colletti appelé Chase Adams lors de la série, son frère Stuart Lafferty, ainsi que le photographe Ian Shive. Cependant le projet, qui devait s'étendre sur plusieurs épisodes, connaît rapidement un point d’arrêt, les chaînes de télévision étant plus intéressées par une télé-réalité autour des différents acteurs que par un documentaire. La même année, on retrouve James Lafferty dans le western, Cavale aux portes de l'enfer au côté de sa co-star Robert Buckley nommé dans Les Frères Scott Clay Evans.
Après neuf saisons, Les Frères Scott touche à sa fin, et James Lafferty décide de repartir vivre en Californie. Il a alors l'un des rôles principaux dans le film Lost on purpose au côté de Jane Kaczmarek (Lois dans Malcolm). Puis on le retrouve dans le film d'horreur The Mirror. Il retourne ensuite au petit écran en interprétant un professeur dans les 13 épisodes de la série Crisis.
Entre 2015 et 2018, James Lafferty réalise 5 épisodes de la série The Royals. En septembre 2015, il a le rôle principal du film Waffle Street qui raconte l'histoire vraie de James Adams, un riche homme d'affaires qui décide, du jour au lendemain, de devenir serveur. On le retrouve en 2016 dans 6 épisodes de la nouvelle série Underground qui s'arrêtera finalement au bout de 10 épisodes. En 2017, il est à l'affiche du thriller Small Town Crime. Fin 2017, on apprend que James Lafferty et son ancien camarade des Frères Scott et ami, Stephen Colletti travaillent conjointement sur l'écriture d'un court métrage intitulé Everyone is Doing Great. Le film sortira en 2018 et les deux acteurs ont les rôles principaux.
En 2018, on retrouve James Lafferty dans 4 épisodes de la série The Haunting of Hill House .
En 2020, on le retrouve dans la série historique L'Étoffe des héros. Inspirée  du roman éponyme, la série traite des pilotes engagés dans la recherche aéronautique américaine après la Seconde Guerre mondiale .

### Vie personnelle
Très discret sur sa vie privée, James Lafferty a brièvement fréquenté Sophia Bush (sa co-star dans Les Frères Scott), de mai 2008 à avril 2009. Puis, en juin de la même année jusqu'en mai 2010, il a une relation avec son autre co-star dans Les Frères Scott Shantel VanSanten.
Il vit entre 2010 à 2015 avec Eve Hewson, la deuxième fille du chanteur Bono.
Depuis 2015, il est en couple avec l'actrice australienne Alexandra Park. En septembre 2020, ils annoncent s'être fiancés. Ils se sont mariés le 23 mai 2022.
En novembre 2017, alors que plusieurs femmes anciennement actrices ou membres de l'équipe des Frères Scott lancent des accusations concernant des agissements du producteur de la série, James Lafferty affiche rapidement son soutien aux accusatrices.

## Filmographie

### Cinéma
- 1997 : Annabelle : un amour de petite vache : Buster
- 2001 : Boys on the Run : Joe Ferguson
- 2009 : Donnie Darko 2 : L'Héritage du sang de Chris Fisher : Iraq Jack
- 2012 : Cavale aux portes de l'enfer : Eigson Howard
- 2013 : Lost in Purpose : Fever
- 2014 : The Mirror : Michael
- 2015 : Nouveau job pour une nouvelle vie (Waffle Street) : James Adams
- 2017 : Small Town Crime : Tony Lama
- 2024 : Red Right Hand : Lazarus

### Télévision
- 1999 : La Famille Green : Billy (1 épisode)
- 2001 : Boston Public : Michael Scott (1 épisode)
- 2001 : Emeril : James (2 épisodes)
- 2001 - 2002 : Deuxième Chance : Tad (4 épisodes)
- 2002 : A Season on the Brink : Steve Alford (téléfilm)
- 2002 : First Monday : Andrew (1 épisode)
- 2002 : Prep : Jackson (téléfilm)
- 2003 - 2012 : Les Frères Scott : Nathan Scott (182 épisodes)
- 2014 : Crisis : Aaron Nash (8 épisodes)
- 2016 : Underground : John Hawkes (6 épisodes)
- 2018 : The Haunting of Hill House : Ryan Quale (4 épisodes)
- 2020 : L'Étoffe des héros : Scott Carpenter (8 épisodes)
- 2021-202? : Everyone Is Doing Great : Jeremy Davis (16 épisodes)
- 2022 : All American : Connor Murphy (1 épisode)